# Alexianne Castel
Alexianne Castel, née le 25 juillet 1990 à Bordeaux, est une nageuse française spécialiste du dos.
Elle mesure 1,80 m pour 65 kg. Elle participe à ses premiers Jeux olympiques lors des Jeux de Pékin en 2008. Elle est actuellement licenciée à cercle de nageur.Spécialiste du 200 m dos, mais performante aussi sur 100 m dos, elle a démontré son statut international en remportant son premier titre mondial sur cette distance lors des championnats du monde en petit bassin à Dubaï en décembre 2010. Entraînée au pôle France de Font-Romeu par Richard Martinez, elle est sacrée championne d'Europe grand bassin du 200 m dos en 2012 à Debrecen. Elle poursuit en parallèle une préparation du concours d’auxiliaire puéricultrice.

## Palmarès

### Jeux olympiques
| Édition / Épreuve |                                   |                                    |                             |
| 100 m dos         | 200 m dos                         | 4 × 100 m quatre nages             |                             |
| Pékin 2008        | 23e des séries 1 min 1 s 44       | 13e des demi-finales 2 min 10 s 04 | 11e des séries 4 min 2 s 95 |
| Londres 2012      | 12e des demi-finales 1 min 0 s 24 | 7e 2 min 8 s 43                    |                             |

### Championnat du monde

#### En grand bassin
| Édition / Épreuve |                                   |                   |                |
| 100 m dos         | 200 m dos                         | 4 × 100 m 4 nages |                |
| Rome 2009         | 15e des demi-finales 1 min 0 s 63 | 7e 2 min 8 s 13   | -              |
| Shanghai 2011     | -                                 | 8e 2 min 9 s 07   | 13e des séries |

#### En petit bassin
| Édition / Épreuve |                        |                             |                 |
| 50 m dos          | 100 m dos              | 200 m dos                   |                 |
| Dubaï 2010        | 34e des séries 29 s 01 | 9e des demi-finales 58 s 49 | Or 2 min 1 s 07 |

### Championnat d'Europe

#### En grand bassin
| Édition       | Épreuve                                                | Épreuve         | Épreuve |
| Édition       | 100 m dos                                              | 200 m dos       |         |
| Debrecen 2012 | 2e temps des demi-finales non participante à la finale | Or 2 min 8 s 41 |         |

#### En petit bassin
| Édition       | Épreuve                           | Épreuve                           | Épreuve             |
| Édition       | 50 m dos                          | 100 m dos                         | 200 m dos           |
| Debrecen 2007 | 9e temps des demi-finales 28 s 30 | 10e temps des séries 1 min 0 s 53 | 4e 2 min 7 s 02     |
| Rijeka 2008   | 14e temps des séries 27 s 92      | 7e 58 s 6                         | Argent 2 min 3 s 10 |
| Istanbul 2009 | 29e temps des séries 28 s 53      | 7e 58 s 17                        | Or 2 min 2 s 17     |

### Championnat de France

#### En grand bassin
- Championnats de France 2010
  -  Médaille d'or du 50 m dos
  -  Médaille d'or du 100 m dos
  -  Médaille d'or du 200 m dos
  -  Médaille d'argent du 4 x 100 m 4 nages

#### En petit bassin
- championne 2007 du 100 m dos
- championne 2007 du 200 m dos
- vice-championne 2008 du 50 m dos
- vice-championne 2008 du 100 m dos
- championne 2008 du 100 m dos

## Records personnels
- 50 m dos (28 s 00)
- 100 m dos (1 min 0 s 19) aux championnats de France 2009[3].
- 200 m dos (2 min 7 s 55) aux championnats de France 2009[4].